# Teatry prowincjonalne w Galicji

## Teatry prowincjonalne w Galicji
Zawodowe grupy wystawiające przedstawienia teatralne na obszarze całej Galicji od połowy XIX w. do roku 1918.
W teatrach na prowincji debiutowali aktorzy (i aktorki), które w latach późniejszych zrobiły karierę teatralną w teatrach stałych (np. w ”Starym” Teatrze Krakowskim i Teatrze Słowackiego w Krakowie, Teatrze Lwowskim, czy w Warszawskich Teatrach Rządowych). Do najbardziej znanych dziś osób należą bez wątpienia Helena Modrzejewska (debiutująca w zespole teatralnym Konstantego Łobojki), Ludwik Solski, Tekla Trapszo czy Gabriela Zapolska (debiutująca w teatrze Piotra Woźniakowskiego).
Jednak niewielu debiutujących w teatrach prowincjonalnych mogło kontynuować pracę aktorską na stałych scenach. Z uwagi na trudną sytuację materialną prowincjonalnych scen zdarzało się, że niektórzy aktorzy umierali w nędzy, lub rezygnowali z życia w teatrze i (o ile mieli takie możliwości) podejmowali pracę instytucjach kulturalno-oświatowych, prasie lwowskiej czy krakowskiej, lub w administracji (najczęściej jako urzędnicy niższego szczebla).

## Teatr XIX wieczny jako zjawisko społeczne
Choć poziom artystyczny niektórych zespołów prowincjonalnych w Galicji pozostawiał wiele do życzenia, teatry te odgrywały ważną rolę w życiu kulturalnym. Były nośnikiem tradycji narodowej. Angażowały się w wydarzenia o charakterze narodowo-wyzwoleńczym. Dla niektórych późniejszych działaczy patriotycznych w Galicji (ale i w innych zaborach) były pierwszą szkołą działalności narodowej.
Aktorzy galicyjscy odbywali też tournee w Królestwie Kongresowym, na Śląsku, Pomorzu i w Wielkim Ks. Poznańskim. Starali się docierać z polskim (i polskojęzycznym) repertuarem do Polaków mieszkających w innych zaborach. Miało to (zwłaszcza po Powstaniu styczniowym) duże znaczenie patriotyczne i kulturotwórcze.
Teatry wędrowne w Galicji mogły funkcjonować dzięki stosunkowo dużej swobodzie, co nie znaczy, że nie poddawane były cenzurze i nie oskarżane o działalność antypaństwową (cenzura w Galicji obejmowała sztuki, libretta operetkowe i operowe, teksty wodewilowe, etc.).

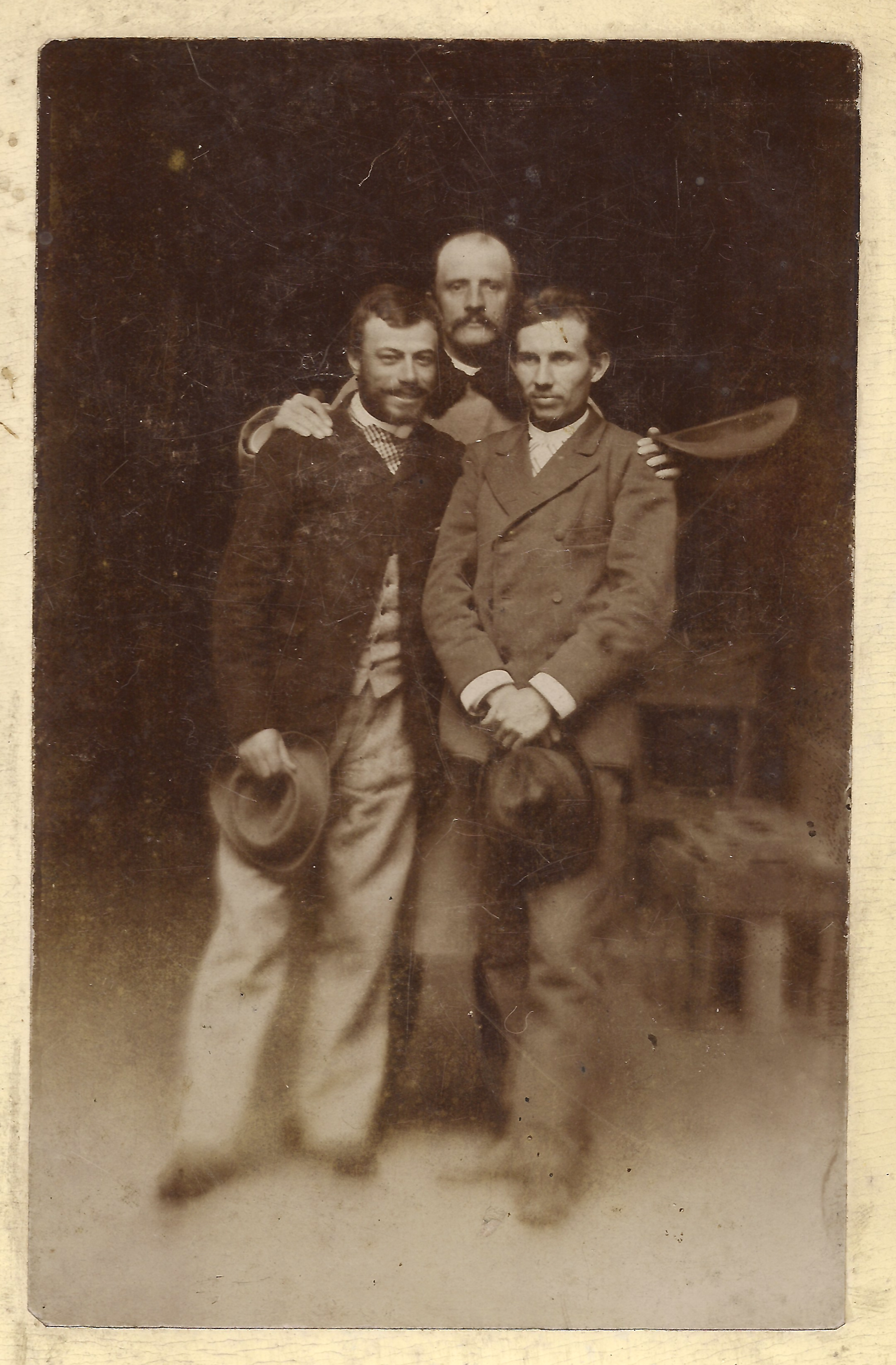
Trzech aktorów teatru na prowincji, Galicja ok. 1880 r., w środku stoi Edward Webersfeld

## Repertuar
- polski: komediowy i narodowy.

Promowano kulturę polską, grano m.in. dramaty trzech wieszczów. Niejednokrotnie wystawiano premiery polskiego dramatu.
- europejski: cała dostępna wówczas klasyka.

Teatry prowincjonalne wniosły duży wkład w upowszechnianie dramaturgii europejskiej Polakom poprzez działalność przekładową (często „na gorąco”, tuż po premierach na Zachodzie Europy).
- polska i europejska operetka, opera, wodewil[5].

## Zespoły teatralne
W ciągu ponad 60 lat funkcjonowania wędrownych scen przez Galicję przewinęło się kilkudziesięciu aktorów, antreprenerów, organizatorów życia kulturalnego. Wiele grup miało stosunkowo krótki żywot (niektóre zaledwie kilka sezonów teatralnych), inne grały latami, stale podnosząc swój poziom artystyczny. Do ważniejszych zespołów teatralnych możemy zaliczyć grupy, które prowadzili: Konstanty Łobojko, Adam Miłaszewski, Konstanty Sulikowski, Ignacy Kaliciński czy Emilian Deryng.

## Teatry amatorskie
Obok zawodowych scen teatralnych pojawiło się na początku XX w. zjawisko teatrów amatorskich (zwanych czasami włościańskimi). Teatry te działały lokalnie (w obrębie miasta, gminy). Czerpały doświadczenie zawodowe ze scen prowincjonalnych. Były też ich kontynuacją w latach, w których wzrost liczby stałych scen teatralnych (w rozwijających się ośrodkach miejskich) „wchłonął” teatry wędrowne na prowincji.

## Recepcja - krytyka - ocena
Styl życia aktorów prowincjonalnych przypominał cygańskie życie w taborach lub „cyganerię” artystyczną. Była ona tematem wielu ówczesnych utworów literackich (m.in. powieści Reymonta (Sezonowa miłość, Komediantka, Fermenty), Sewera (U progu sztuki), Edwarda Lubowskiego, Zapolskiej (Z pamiętników młodej mężatki), Adama Krechowieckiego, Walerii Marrené-Morzkowskiej i in.). Teatry te były ważnym elementem życia społecznego (np. publicystyki w Galicji i pozostałych zaborach). Współcześnie opis życia teatrów prowincjonalnych (wędrownych) pokazuje m.in.: serial o życiu Heleny Modrzejewskiej – Modrzejewska z r. 1989.
Jednym z pionierów badań nad teatrami prowincjonalnymi był Stanisław Dąbrowski, który zgromadził obszerne archiwum teatralne. Po jego śmierci przekazano je do Archiwum ZASP w Warszawie. Pracę badawczą kontynuowali m.in.: prof. Jan Michalik, który opublikował wielotomową edycję: „Dzieje teatru w Krakowie” i prof. Tadeusz Sivert.